# Midori (alkohol)
Midori (jap. ミドリ・メロン・リキュール Midori meron rikyūru) – japoński likier melonowy, o mocnym, zielonym kolorze i zawartości alkoholu ok. 23%. Trunek ten, produkowany przez firmę japońską Suntory Liquors Limited, jest dostępny obecnie na całym świecie. Słowo midori oznacza w języku japońskim kolor zielony, zieleń.

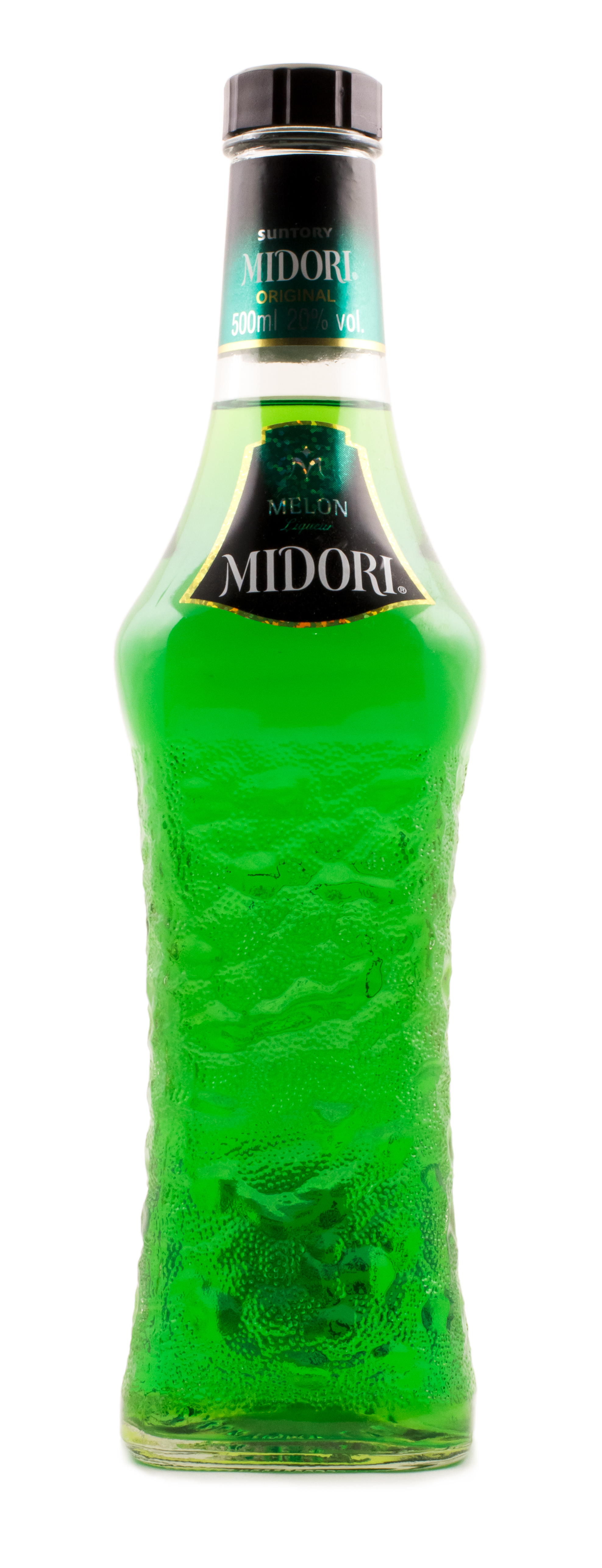
Midori

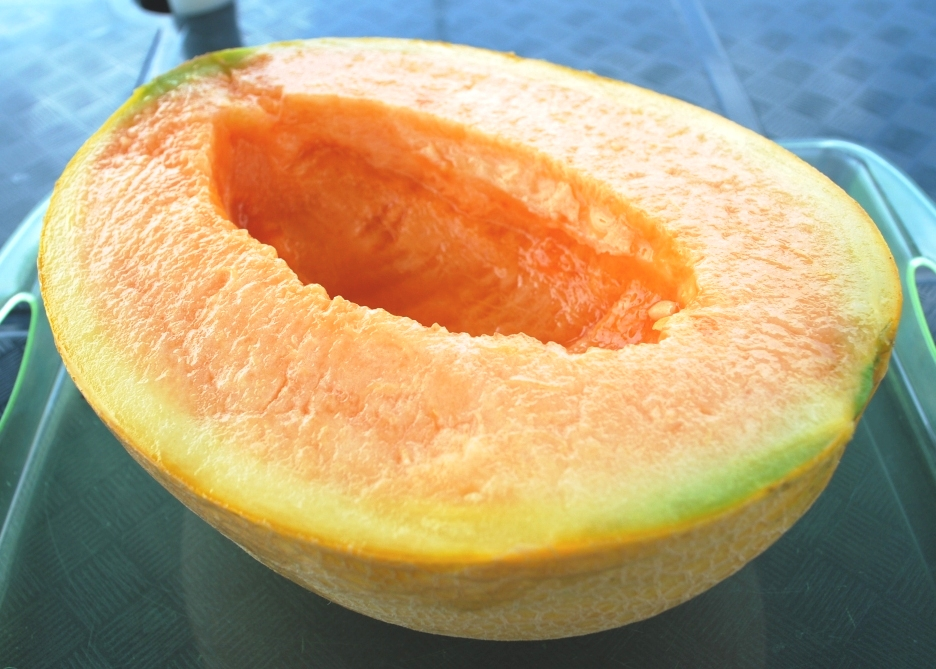
Melon yūbari

Likier Midori został zaprezentowany przez firmę Suntory po raz pierwszy w legendarnym, nowojorskim klubie Studio 54 w 1978 roku.
Od tamtego momentu stał się głównym składnikiem cocktailu „The Universe”, który zdobył pierwszą nagrodę w US Bartender Guild Annual Competition oraz stał się składnikiem wielu cocktaili.
Trunek ten jest wytwarzany z dwóch rodzajów melonów: yūbari i musk. Yūbari jest unikatową odmianą hodowaną wyłącznie w Japonii, w mieście Yūbari na Hokkaido.
Firma Suntory została założona przez Shinjirō Torii (1879–1962) w 1899 roku. Zajmowała się początkowo produkcją i sprzedażą win. Z biegiem lat rozszerzyła swoją ofertę o piwo, whisky, soki, napoje energetyzujące i inne, bezalkoholowe.